# Nesodynerus dubiosus
Nesodynerus dubiosus är en stekelart som först beskrevs av Smith 1879.  Nesodynerus dubiosus ingår i släktet Nesodynerus och familjen Eumenidae. Inga underarter finns listade i Catalogue of Life.